# Genista sanabrensis
Genista sanabrensis är en ärtväxtart som beskrevs av Valdes Brem. och Al. Genista sanabrensis ingår i släktet ginster, och familjen ärtväxter. Inga underarter finns listade i Catalogue of Life.